# Potamolepis belingana
Potamolepis belingana är en svampdjursart som beskrevs av Claude Lévi 1965. Potamolepis belingana ingår i släktet Potamolepis och familjen Potamolepiidae.
Artens utbredningsområde är havet utanför Kamerun. Inga underarter finns listade i Catalogue of Life.